# Hartmut Michel
Hartmut Michel (* 18. července 1948 Ludwigsburg) je německý biochemik, nositel Nobelovy ceny za chemii za rok 1988. Obdržel ji společně s J. Deisenhoferem a R. Huberem za stanovení trojrozmějné struktury reakčního centra bakteriální fotosyntézy. Studoval na Univerzitě Tübingen. Od roku 1987 je vedoucím oddělení molekulární biologie membrán na Institut Maxe Plancka pro biochemii v Mnichově a profesorem na Goethově univerzitě Frankfurt.